# Раковица
Вижте пояснителната страница за други значения на Раковица.
Ра̀ковица е село в Северозападна България. То се намира в община Макреш, област Видин.

## География
Село Раковица се намира в полите на Стара планина и разполовява първите ѝ върхове – Връшка чука, Черноглав и Бабин нос, стигайки нататък до връх Ком, на запад. Точно на българско-сръбската граница.
Покрай селото от южната му страна тече река Витбол, идваща от подножието на връх Бабин нос (1108 м. надм. вис.)
По предания на старите хора от това село се разказва, че на това място е било старото село Будиловец. През 1595 година селото било обградено от орда турски аскери на коне. Посечени, простреляни били всички хора, а селото опожарено. Малцина се спасили в планината. Село Раковица се появява едва към средата на втората половина 17 век. То било заселено източно от Белия камък, на левия бряг на река Витбол, който камък и до днес е там и стои, отбелязал във вековете мястото на село Будиловец.

## История
По предания първият заселник на селото е ковачът Марко – наричан Моравчанина, защото бил дошъл от река Морава. Другите заселници създали селото тогава били от различни краища, подгонени от властта или на друга основа. Били приемани от турчина владетел на тази земя за рая и така останали за постоянно и създали селото. От Марко Моравчанина е създадена фамилията Марковци. Фамилията Видралци е дошла от село Видраре, Тетевенско, заедно с една изчезнала фамилия Медарете. Дюлгерската фамилия е дошла от град Пирот, Пиротчаните. От град Тетевен е дошъл като беглец и заселникът Дишо. На негово име се нарича местността Дишовец, където имало голяма махала – над 50 колиби. Той успял да доведе и двамата си сина – близнаци – Гело и Гочо. Гело имал трима синове, от които са се създали фамилиите Геловци, Баренковци и Ефендовци. Гочо имал петима синове. От тях са фамилиите – Тодоровци, Гочковци, Иманците, Масларете и Пупльовци, всичките те са живели в Дишовец, местност разположена между селата Раковица, Старопатица и Киряево.
В края на XVIII и началото на XIX век в селото се установяват значителен брой преселници от Тетевенско, но с времето характерният им централния балкански говор е изгубен. Името на селото се споменава от географа Феликс Каниц през 1879 г. 
По време на колективизацията в селото е създадено Трудово кооперативно земеделско стопанство „Димитър Благоев“ (ТКЗС) по името на социалистическия активист Димитър Благоев. По време на Кулските събития през март 1951 година ТКЗС-то е разтурено с активното участие на местни комунисти, но властите скоро го възстановяват принудително. През този период 30 семейства (109 души) от селото са изселени от комунистическия режим.

## Население
Преброяване на населението през 2011 г.
Численост и дял на етническите групи според преброяването на населението през 2011 г.:
|                     | Численост | Дял (в %) |
| Общо                | 508       | 100,00    |
| Българи             | 500       | 98,42     |
| Турци               | 0         | 0,00      |
| Цигани              | 0         | 0,00      |
| Други               | 0         | 0,00      |
| Не се самоопределят | 0         | 0,00      |
| Неотговорили        | 6         | 1,18      |

## Забележителности
- Раковишки манастир „Света Троица“ – Изграден през XI – XIII век, разрушен при турското нашествие и възстановен през 1823 година. До стената на старата черква почиват костите на руския офицер Николай Алексеевич Киряев, роден в Сан Петербург, загинал на 6 юли 1876 г. между селата Раковица и Влахович (сега Подгоре) в бой с турците за свободата ни. В Раковишкия манастир „Св. Троица“ през 1830 година е било създадено първото педагогическо училище в България по онова време. Това направил Петраки Шишманов от гр. Враца и тогавашният игумен на манастира отец Данаил. Те събрали 32-ма синове на търговци от целия видински санджак, които след завършването си станали учители.

## Редовни събития
- Панаир през юни.
- Пазарен ден – събота.

## Личности
- Велко Иванов Гуляшки – кмет на селото от 1942 г. до 9 септември 1944 г. Арестуван през септември и отведен в съседното село Подгоре, изчезва безследно.
- Андрей Андреев, поет
- Андрей Гуляшки, писател
- Андрей Пантев, историк, професор
- Петър В. Гочев, полковник, архитект
- Петър Николов, учител, обществен деец
- Петър Дарковски, художник[6]
- Цветан Томов Андреев (1939 – 2024) – радио-телевизионен техник
- проф. д-р Дочо Найденов Дочовски (1914 – 1977) – български лекар; специалист по хигиена и санитарно дело
- Цеко Баренков (р. 1923) – краевед